# ONE (мангака)
ONE — псевдоним японского мангаки, ставшего известным из-за перерисованной версии своей веб-манги «Ванпанчмен» от Юсукэ Мураты. ONE публикует «Ванпанчмена» на своём собственном веб-сайте без официального издателя и «Моб Психо 100» в онлайн-версии Weekly Shonen Sunday.
По состоянию на декабрь 2015 года его веб-сайт имеет более 100 000 посещений в день, а общее число посещений более 70 миллионов.
ONE родился в префектуре Ниигата и рос в Коносу, Сайтама.

## Работы
- «Ванпанчмен» (яп. ワンパンマン Вампамман) (с 2009)
- «Моб Психо 100» (яп. モブサイコ100 Мобу Сайко хяку) (2012—2017)
- Makai no Ossan (яп. 魔界のオッサン Макай но оссан, «Старикан из мира духов») (2012—2013)
- Dotou no Yuushatachi (яп. 怒涛の勇者達 Дото: но ю:ся-тати, «Герои бушующих волн») (совместно с Юсукэ Муратой; 2012)
- Dangan Tenshi Fan Club (яп. 弾丸天使ファンクラブ Данган тэнси фанкурабу, «Фан-клуб ангелов пуль») (совместно с Юсукэ Муратой; 2012)
- Gokiburi Buster (яп. ゴキブリバスター Гокибури басута:, «Уничтожитель Гокибури») (совместно с Юсукэ Муратой; 2015)